# Asma cardiaco
L'asma cardiaco è una condizione clinica caratterizzata da respiro sibilante, tosse, respiro corto od affanno. Tale sintomatologia è normalmente secondaria a broncospasmo in soggetti con insufficienza cardiaca congestizia.
La condizione è strettamente legata alla dispnea parossistica notturna e ad accessi di tosse, anch'essi in particolare di notte.

## Etimologia
Il termine associa alla origine causale cardiaca il nome di asma (dalla lingua greca asthma = difficoltà di respiro) in quanto i sintomi possono mimare l'asma bronchiale.

## Epidemiologia
L'asma cardiaco colpisce prevalentemente la popolazione anziana in quanto quasi sempre associato ad insufficienza cardiaca congestizia.
L'insufficienza cardiaca congestizia rappresenta, appunto, la principale causa di dispnea acuta nei pazienti anziani e può presentare una mortalità estremamente elevata. Nel corso di ricovero ospedaliero la mortalità può arrivare anche a quasi il 30%.

## Fisiopatologia
L'aumento della pressione polmonare o bronchiale si associa a congestione che determina un riflesso nervoso di broncocostrizione. Esistono inoltre altre potenziali cause di broncocostrizione: tra queste meritano una menzione la riduzione delle dimensioni delle vie aeree, l'ostruzione causata dal fluido edematoso che si raccoglie nel lume degli alveoli ed il gonfiore della mucosa bronchiale.
Alcuni autori segnalano una aumentata tendenza al broncospasmo riferendo di un aumento aspecifico della reattività bronchiale nel test della metacolina nei pazienti affetti da insufficienza cardiaca congestizia.
Gli attacchi di asma cardiaco si verificano prevalentemente nelle ore notturne, quando il paziente si trova in posizione clinostatica. Questo aspetto è probabilmente legato al momento del maggior ritorno venoso al cuore. I pazienti affetti da asma cardiaco sembra abbiano una maggiore tendenza a sviluppare acidosi ipercapnica ed una ostruzione delle vie aeree periferiche più grave rispetto a quelli con scompenso senza evidenza di asma.

## Caratteristiche cliniche
Diversi autori definiscono come asma cardiaco l'insufficienza cardiaca congestizia che si caratterizza per la presentazione con dispnea, ortopnea, respiro sibilante e sibili auscultatori.
Secondo studi recenti circa il 10% dei soggetti con insufficienza cardiaca presenta anche fischi e sibili suggestivi di asma cardiaco. In uno studio del 2007 la percentuale nei soggetti anziani sembra essere considerevolmente più elevata: 33% ed oltre.
All'auscultazione del torace non si evidenziano rumori umidi, ma prevalentemente fischi e sibili espiratori.

## Trattamento
I soggetti affetti da asma cardiaco in genere rispondono in modo molto soddisfacente ad una terapia basata su una combinazione di broncodilatatori e ossigeno.
Da tempo è noto che imprescindibile resta il trattamento della malattia di base, ovvero dell'insufficienza cardiaca, che generalmente si avvale di diuretici per via endovenosa, morfina, nitrati e naturalmente di ACE inibitori.
I farmaci beta-bloccanti sono controindicati sia per i loro effetti inotropi negativi, sia perché potenzialmente in grado di peggiorare in modo significativo il broncospasmo.
In un recente passato la digossina è stata molto utilizzata nella terapia di questi soggetti, ma in considerazione della possibilità di sviluppare un'intossicazione digitalica e dei suoi marcati effetti pro-aritmici viene oggi riservata a quei pazienti che associano all'insufficienza cardiaca una fibrillazione atriale ad elevata risposta ventricolare.